# Korrózióvédelem
A korrózióvédelem feladata fém és egyéb anyagok felületről induló kémiai lebomlástól (korrózió) való megóvása. Az adott anyagok környezettől függően jobban vagy kevésbé károsodnak, emiatt mind az anyag, mind a védelem megfelelő kiválasztása lényeges a megfelelő élettartam eléréséhez.
A korrózióvédelmi technológiák:
- Korrózióálló anyagok alkalmazása vagy hozzáadása
- Szerkezeti kialakítással a korróziónak kitett felületek minimalizálása
- Védőbevonatok, burkolás alkalmazása
- Katódos védelem, vagyis védőáram megvalósítása

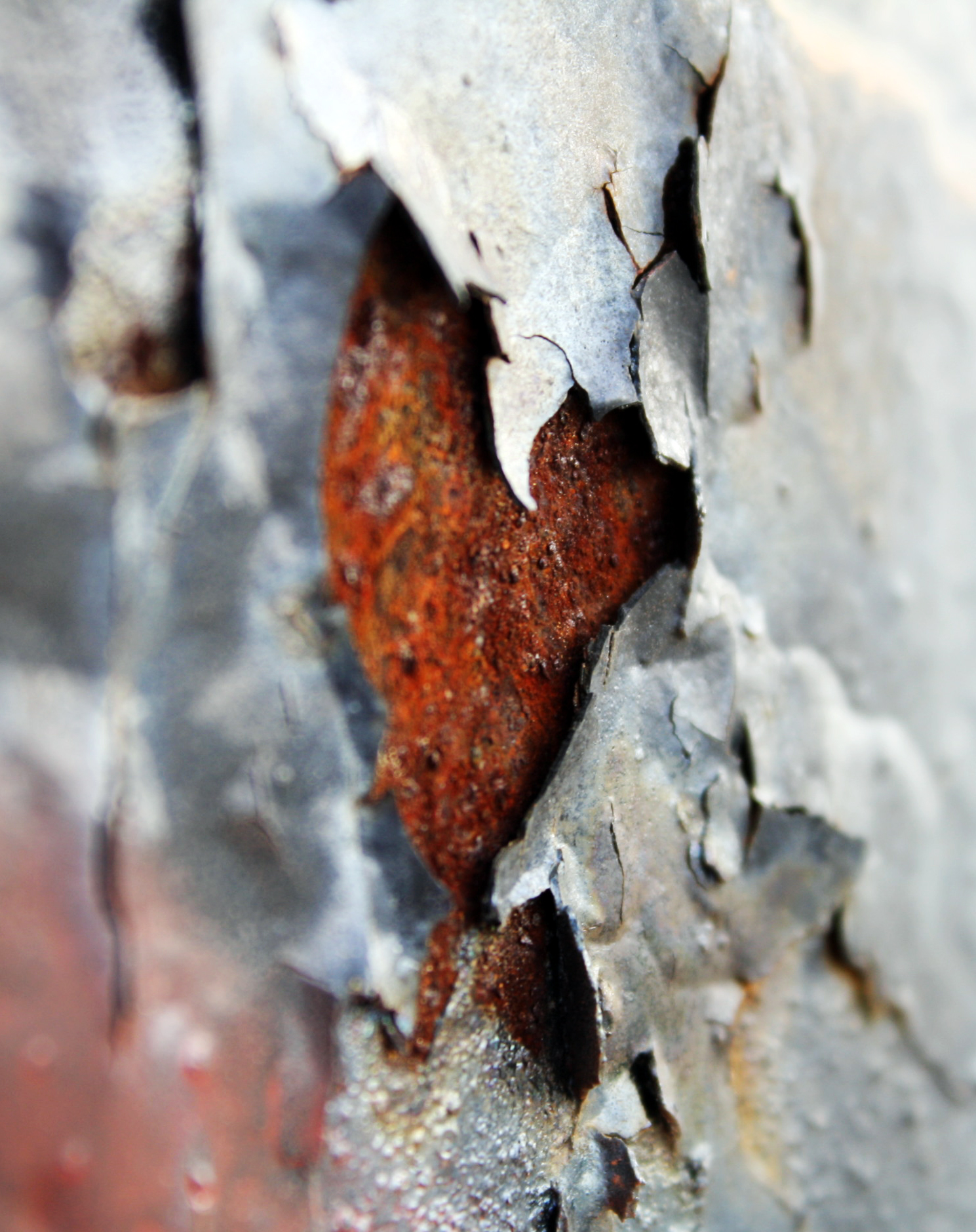
Ha a festékréteg alá nedves levegő kerül (sérülés vagy diffúzió) akkor az a vasról gyorsuló ütemben leválik.

## Kémiailag stabil anyagok alkalmazása

### Nemesfémek
A nemesfémek anyaga ellenáll a környezeti hatásoknak, emiatt általában további bevonatok nélkül alkalmasak kiemelten tartós eszközök készítésére. Az arany, platina, az irídium kimagaslóan ellenállóak a környezeti hatásokkal szemben. Az ezüst, ródium, és a ruténium bizonyos anyagokra érzékenyek, míg más tekintetben extrém körülményeket is képesek elviselni. Ritkaságuk és magas áruk miatt általában  nem tömör, hanem bevonat formájában alkalmazzák őket, lásd galvanizálás.

### Titán és egyéb fémek

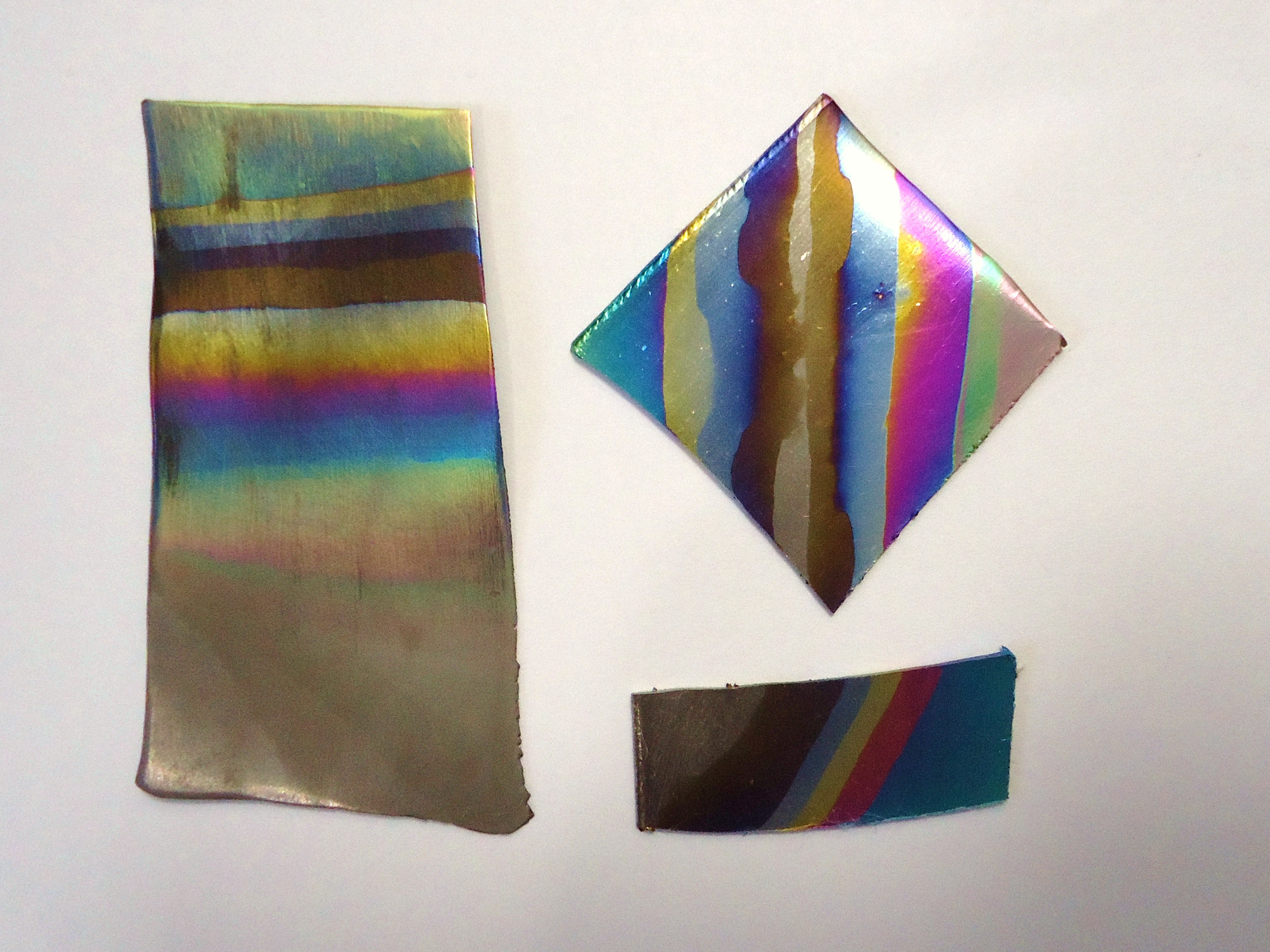
Többféleképp anodizált nióbium darabok - demonstrációs céllal.

Bár a titán nem nemesfém, szilárdsága és korrózióállósága miatt mint szerkezeti, bevonó és ötvözőanyagként elterjedten használják.
A nióbiumot ritkasága miatt különleges acélok és mágnesek készítéséhez használják.

### Fém ötvözetek
Ötvözéssel megfelelő szilárdságú vagy egyébként alkalmas fémek tehetők kellően korrózióállóvá.
- rozsdamentes acél egy minimum 10,5% krómot tartalmazó acélötvözet.
- saválló acél: a 25% krómot, vagy nikkellel vegyítve (18% Cr, 10% Ni) tartalmazó acél ötvözet az agresszív savaknak is ellenáll.
- a sárgaréz réz alapú ötvözet, mely további adalékokkal kiemelten korrózióálló

### Nemfémes anyagok
A fémek mellett egyéb kiemelkedően korrózióálló technológiai anyagok alkalmazása is elterjedt:
- Kvarcüveg
- Porcelán
- Szilikongumi

## Védőbevonat készítése

### Felület előkészítés
A védendő tárgy felületének előkészítése lényeges, mert idegen anyagok a bevonat tapadását megakadályozhatják vagy csökkenthetik. Ezáltal a védelem élettartama jelentősen csökkenne. Az alábbi módszereket gyakran egymásra épülve alkalmazzák:
- Mechanikai oxidmentesítés lehet szemcseszórás (kvarchomokkal), drótkefézés (kézi vagy gépi), termikus oxidmentesítés (lánggereblyézés)
- Zsírtalanítás: lúgos oldat, szerves oldószer, vízgőzsugár alkalmazása
- Kémiai oxidmentesítés: savban vagy sóolvadékban áztatás
- Felületi tapadás növelése, például foszfátozás

### Bevonatrendszer alkalmazása
A bevonatrendszer kiválasztásánál sok szempontot kell figyelembe venni. A rendeltetés szerinti klimatikus viszonyokat a környezetterhelést és egészségmegóvást kell vizsgálni mind a felvitelre mind a használatra tekintettel. A bevonatnak a védelem mellett jelzési és esztétikai szempontra is tekintettel kell lenni. A bevonat kialakításmódja lehet mártás, ecsetelés, hengerezés, szórás (levegős vagy „airless”).

#### Szinterezés
A szinterezés lényege, hogy a bevonó anyag és védendő tárgy között a felvitelkor elektrosztatikus feszültséget keltenek, emiatt a bevonó teljes mértékben elfedi a felületet. Ismert porszórásos és mártásos módszerrel. A műanyag alapú bevonat tartósságát "égetéssel" növelik. A 160-200 C fok körüli hőmérsékleten a bevonat térhálósodik, így mechanikailag is ellenálló lesz. A tömegtermelésben tartóssága, egyenletessége és takarékossága miatt szinte  kizárólagos szerephez jutott.

#### Tűzihorganyzás
A tűzihorganyzás során a megfelelően megtisztított acélszerkezetet (alapfémet) folyékony cinkbe (horganyba) mártják. A horganyfürdőben töltött idő alatt a magas hőmérséklet (435–450 °C) hatására a horgany az alapfém felületébe diffundál, azzal összeötvöződik és a felületére rakódik. Minél több időt tölt az alapfém a horganyfürdőben, annál vastagabb horganybevonat keletkezik rajta. Jellemzően 50-150 μm vastagságú. Sérülése esetén sem az alapfém, hanem továbbra is a bevonat korrodálódik. További festéssel (Duplex bevonat) ellenálló képessége még tovább növelhető.

#### Festés
A Festés festőanyagok felvitele a felületre korrózióvédelmi, díszítési, jelölési célból. A festékek adhatnak matt, selyemfényű vagy fényes felületet. Lehetnek oldószeres, jellemzően alkidgyanta bázisúak és vizes, poliuretánnal erősített akrilát alapúak.
A többrétegű festés állhat alapozóból, ami a tapadást és passziválást szolgál - nedvszívó anyagok esetén töltő alapozó vagy mélyalapozó néven is ismert -  közbenső rétegből, ami kiegészítő korrózióvédelmet esetleg felületkiegyenlítést szolgál, valamint fedőrétegből, ami díszítést és mechanikai védelmet biztosít.  Az egyes rétegek között ajánlott a finom felületcsiszolás, és az átfesthetőséghez szükséges idő mértéke általában 4-6 óra, oldószeres festékeknél pedig ez akár 12-48 óra is lehet.

#### Anodizálás, eloxálás
Anodizálás - anódos oxidáció - , vagy eloxálás egy felületkezelési eljárás, mellyel megnövelik a fémek felületén az oxidréteg vastagságát. Csak olyan fémeknél alkalmazható, ahol az oxidréteg kellően szilárd és tapad. Az anodizálás így növeli a korrózióval szembeni ellenállást, kopásállóságot és jobb tapadást biztosít az alapozáshoz, festéshez, ragasztáshoz, mint a tiszta fém.  Az anodizálást leggyakrabban aluminium ötvözetek felületvédelmére használják, de az eljárás használható más fémeknél is, mint titán, cink, magnézium, nióbium, tantál. Az anodizálás nem alkalmazható vas, vagy szénacél felületekre, mert ezen fémek esetén az oxidréteg (rozsda) lepereg a felületről.
Az oxidációs folyamat gyorsítása érdekében lehet elektrolitikus anodizálás, amikor a kezelendő fém az anód elektródája (pozitív pólusa) az elektromos áramkörnek. Az anodizáló fürdőben a feszültség hatására szabad oxidáló ion (például atomos oxigén) keletkezik, mely reagál az anódként használt fémmel és porózus réteget hoz létre a felületén.

#### Galvanizálás, fémbevonat

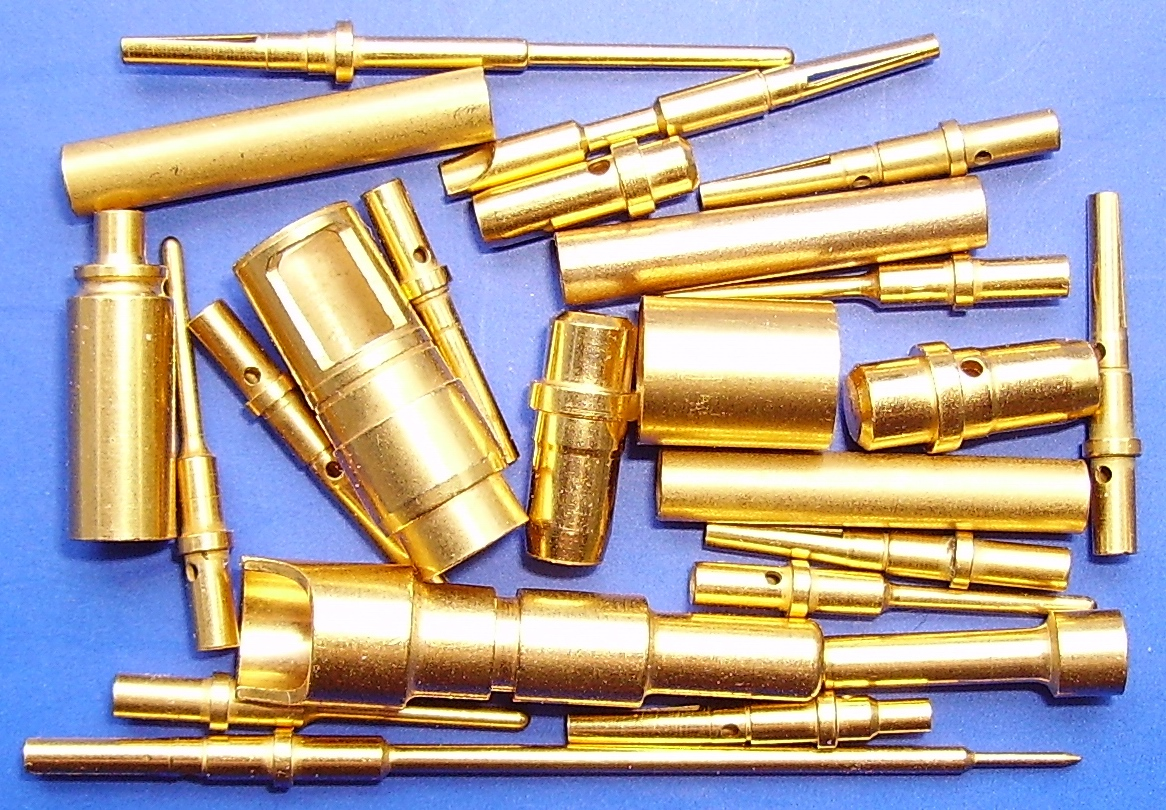
Arannyal bevont elektromos csatlakozók a minél jobb vezetőképesség érdekében.

A galvanizálás lényege, hogy sok fémvegyület vizes oldatából (elektrolit) egyenárammal a negatív polaritású katód felületére az adott fém(ek) leválaszthatók.  Ez a réteg az alapfém környezeti ellenálló-képességét nagyban növeli. Néhány esetben, például vas horganyzásánál galvanizálás  egyúttal katódos védelemként is működik. Az 1800-as évektől kezdődően egyre több variációt és technológiát fejlesztettek ki a galvánbevonatok kialakítására. A leggyakoribb galvánhorganyzás, nikkelezés, krómozás, ón, nemesfémek mellett már ötvözetekkel való bevonás is lehetségessé vált.

#### Barnítás
Acélból,vasból készült gépalkatrészek, kötőelemek,fegyver és optikai berendezések  alkatrészeinek felületvédelmére használt eljárás. Az elnevezéssel ellentétben az elkészült bevonat fekete színű ( angolszász nyelvterületen az eljárást bluing-nak azaz kékítésnek hívják). A barnítás során az acélfelületen egy jól tapadó kopásálló mattfekete magnetitréteg keletkezik. A teljes korrózióvédelemhez a felületet olajjal telítik. Az általánosan elterjedt ipari barnítási módszer a " lúgos nitrites" eljárás, ahol az alkatrészt egy erősen lúgos oldatban 130-140 C fokon főzik 30-45 percig, majd öblítik, szárítják olajozzák. Kevésbé ismert és európában nem elterjedt a Cyrus-Smidth féle barnítási eljárás, mely a hagyományos eljáráshoz képest kevésbé energia és eszközigényes, de nagyüzemi méretekben nem elterjedt.

## Katódos védelem
Kényszeráramú katódos védelem
A katódos védelmen olyan korrózióvédelmi eljárást értünk, amelynél a fém-elektrolit rendszerben a fém szerkezetpotenciáljának negatív irányú megváltoztatásával, egyenáramú polarizációval csökkentjük a korrózió sebességét. A védendő fémszerkezetre az egyenáramforrás negatív sarkát kapcsoljuk, a talajelektrolitban elhelyezett anódhoz csatlakozik a pozitív kapocs. 
A katódos védelem az egész fémszerkezeten igyekszik a szerkezetpotenciált a védelem nélküli állapotban mért érték alá csökkenteni. A gyakorlat szerint minden 60 mV negatív polarizáció egy nagyságrenddel csökkenti a korróziósebességet. Ha a fémszerkezet potenciálját 150 mV-tal negatívabbá tesszük, az olyan elektrokémiai állapotba kerül, ahol a fémionok képződése, a korróziós folyamat lelassul. 300 mV értékű negatív polarizáció esetén teljes értékűnek tekinthetjük a földalatti acélszerkezet korrózióvédelmét.
Galván-anódos védelem 
A védelmi rendszerben a villamos energiát az anód fémanyaga és a védendő szerkezet között létrejövő elektromotoros erő adja, ezért a galván-anódos rendszerek acélszerkezetek védelmére - a fémek természetes feszültségsorát figyelembe véve - Al-, Zn-, vagy Mg-ötvözetekből készült anódokkal épülnek. 
Az alkalmazhatóság feltétele, hogy elektrolitba merüljön az anód is.
A katódos védelem lényege, hogy az oxidáló közegen keresztül galvánáramot hoz létre, amely elektron-többlete a korrodáló anyagot a felülettel érintkezve közömbösíti.
Amennyiben a környezet száraz, a védelem is leáll, hiszen nem záródik az áramkör. Lehet aktív, ahol egy feszültségforrást alkalmaznak a védendő tárgy és a lebomló anód között. Ha passzív, akkor egy alacsonyabb elektronegativitású fémmel (redukálószer) kötik össze, amely fokozott bomlásával (oxidálás) fejt ki védelmet.
Jellemző használata a földbe fektetett fémcsövek, bojler és egyéb fémtartályok, hajók, és egyéb járművek és szerkezetek nedves közegben.

## Csomagolás, burkolás
Csomagolással könnyen eltávolítható védelmet lehet kialakítani használaton kívüli, szállított vagy tárolt, félkész termékek esetén. Jellemzően átmeneti és másodlagos jellegű. Korrózióvédelmi szempontból a csomagolásnak zártnak kell lennie hogy a vegyi hatásoktól - például vízpára - megfelelő elszigetelést biztosítson. A csomagolás lehet tapadó, zsugor, burkoló vagy tároló.
A burkolás célja a tartós védelem, a környezeti hatásoktól való elkülönítés. Leggyakoribb az időjárás elleni védelem, munkavédelem, illetve elektromos szigetelés mint elsődleges funkció. A burkolás lehet mozgatható, bontható és rögzített.
Az IP-védettség a környezeti hatásoktól való védelem szintjét jelöli.

## Inhibitor adalék
A korróziós inhibítorok olyan, a korróziót okozó homogén közeghez kis mennyiségben adagolandó kémiai anyagok, amelyek a korróziót gátolják. A katalizátorokkal ellentétes módon a környezeti anyagba vegyülve a reakció gyorsaságát jelentősen csökkentik.
- Anódos inhibítorról beszélünk ha gátolhatják a pozitív fémionok keletkezését. Anódos inhibitorként több lúgos anyagot tartanak számon. Ezek reagálva a fémmel képesek visszaállítani a fém felület megsérült oxidrétegét. Ilyen anyagok az alkálifémek hidroxidjai, karbonátjai, foszfátjai, nitritjei, borátjai, szilikátjai, kromátjai.
- Katódos inhibitoroknak nevezzük a katódreakciót módosító anyagokat. Ezek gátolhatják a katódon lejátszódó elektronfelvételt, ahol az O2 OH—ionná alakulnak. A katódos helyen inhibítorként szolgálhat a fém-hidroxid, amely az elektronfelvétel során keletkező OH—ionok révén keletkezik.

A katódos inhibitoroknál nem fordul az elő, ami az anódosaknál jellemző, hogy az inhibitor szükségesnél kevesebb mennyisége fokozza a korróziós veszélyt. Ezért a katódos inhibitorok az anódosaknál nagyobb biztonsággal alkalmazhatók.

### Kőolaj desztilláció komplex korrózióvédelmi megoldása
- Kőolaj szállítás csővezetékben: Festés, szigetelés, katódos védelem.
- Kőolaj tárolás: víztelenítés, festés, szigetelés,katódos védelem.
- Feldolgozás
- Betáplálás: pH beállítása, vezetékek festése, szigetelése.
- Reflux:
- Hűtőkondenzátor külső, belső festése, anódos védelme;

anyag inhibitoros kezelése. 
- Tartály külső, belső festése, anódos védelme.
- Segédenergiák: fűtőolaj inhibitoros kezelése, adalékolás;
- fűtőgáz kéntelenítése;
- hűtővíz inhibitoros kezelése, vízkő elleni adalékolás;
- inert-gáz szűrése.